# 大橋隆志
大橋 隆志（おおはし たかし、1965年5月5日 - ）は、日本のギタリスト。愛知県豊橋市出身。身長178cm。
ジェイル大橋の名で参加しているロックバンド「聖飢魔II」構成員の一人。それ以外では本名で、日米を股にかけ様々な音楽活動を展開している。

## 略歴
小学生時代にはブラスバンドに入り、中学2年生の時にアコースティックギターを始める。その後エース・フレーリーに憧れ、レスポールタイプのエレクトリックギターを手に入れる。尊敬していたギタリストはウリ・ジョン・ロートやジョー・ペリー。

### 学生時代
中学時代からいわゆる不良で、両親に反抗するなど荒れた学生生活を送っていた。高校時代には地元で NOVA というバンドで活動。聖飢魔II名義で発表された「FIRE AFTER FIRE」、「APHRODITE」、「DEATH LAND」 などの原曲はアレンジは異なるもののこの頃から演奏されていた。
愛知教育大学附属高等学校を卒業後、國學院大學に入学。

### ジェイル大橋として
大学在学中の1985年5、6月に地獄最悪刑務所拷問官ジェイル大橋代官として聖飢魔IIに参加。敬称は代官であった（のち、役職は帝国治安判事となる）。3rdアルバム『地獄より愛をこめて』ではメイン・ソングライターとして活躍し、シングルカットされた『アダムの林檎』では、ゴールデン作曲賞とゴールデンシングル賞（授賞元はFITZBEAT）を受賞。

### 渡米
1987年1月に聖飢魔IIを脱退、Takashi "Jam" O'Hashi と芸名を変更し、NOVA 時代のベーシスト Yasuhiro "Butch" Hatae (畑江康弘) と共に渡米。当時メタル天国だったロサンゼルスでメンバーを集め、日本人アメリカ人の混成バンド キャッツ・イン・ブーツ を結成、メンバーを交代（初期のメンバーには、マイク・テラーナもいた）しつつ、1988年5月に日本のインディーズ・レーベルから Demonstration - East Meets West を発売し、初回5000枚プレスが即完売。1か月で18都市19公演というスケジュールで日本国内をクラブ・サーキットし、全公演をソールド・アウトとする。この好リアクションに日本のレコード会社数社が契約を求めるも、日本国内のみの活動を要求されたためバンド側はこれを断り結局1988年10月にメジャーレベル EMI と契約金100万ドル（約9400万円）で契約。翌1989年10月 Kicked & Klawed で全米デビューを果たす。アメリカのラジオでは同時期にデビューしたどのバンドよりも頻繁に彼らの曲がオンエアーされたが、マネージメントのトラブル、プロダクションのいい加減さ、メンバー間の不和もあって1990年4月には解散。解散後、レコード会社からの要望で1991年にソロ・アルバムを TAKASHI O'HASHI PROJECT 名義で発表したが、
バンドでの活動を求めていた大橋は、活動の拠点をニューヨークに移しておりSlumlords を結成。アルバム Har-Dee-Harhar (1993年) を発表するも、ドラマーがボーカルのドラッグ癖を嫌って脱退、日本公演後幾らもせずに解散になってしまう。このドラマーは、元ハノイ・ロックスのメンバー2人と関わりが深く、ハノイ・ロックス解散後、彼らのバンドでドラムを叩いていた人物で、Slumlordsの前に日本公演に参加するために来日している。
その後、再びロサンゼルスに拠点を移し、喧嘩別れしたジョエルと関係を回復しキャッツ・イン・ブーツ時代の ジョエル・エリス のソロなどに参加。

### 帰国後
1995年7月帰国。帰国に合わせて聖飢魔IIのデビュー10周年公演、サタン・オール・スターズが開催された際、デーモン閣下からのオファーに非常に悩んだものの出演を承諾。ガオのツアーやレコーディングにも参加した。
1996年クラシック・ロック・ジャムにデーモン閣下らの仲介で参加、当時ソロだった寺田恵子と出会い、寺田との活動も始まる。寺田との活動は21世紀に入っても継続した。同時期The Outsiders を結成。2003年の活動停止までに3枚のアルバムをリリースした。
1999年夏に自主レーベルR&Pを立ち上げ、1994年のキャッツ・イン・ブーツのCD『LastWorks』をリリース。2000年夏に出身地三河地方ローカルのFM番組を中学時代の同級生と共に始めた。2002年、元ANTHEMの福田洋也プロデュースのコンピレーションCD「Skill And A Shout It Lets Out」に、デーモン閣下と共に参加。新曲「エフ・ユー・シー・ケー」(作詞：デーモン閣下、作曲：大橋隆志)を提供した。
2003年初頭OUTSIDERSの活動が停止状態になった後、元キャッツ・イン・ブーツのジョエルと連絡を再開、渡米。同夏、音楽界から引退していた畑江を除くメンバーに邦人ベーシストを加え、 キャッツ・イン・ブーツを一時的に再結成、3回公演を行った。廃盤になっていたアルバムも東芝EMIからCCCDとして再リリースされ、2006年まで発売された。本格的な再結成は大橋の判断でなされなかった。この時のライブCDは短期間ながら公式FCで販売され、ライブDVDも発売予定だったが、権利問題が生じリリースは見送られた。

### 聖飢魔II期間限定再集結ツアー以後
2005年、聖飢魔IIの期間限定再集結ツアーに参加する。位置づけは現在に至るまで聖飢魔IIの正規構成員であり、2011年11月30日、12月1日のチャリティーミサ『聖飢魔II Presents「Tribute to JAPAN」』に参加している。
この年、ソロ・アルバム二枚を発表。2006年6月にソロアルバム「Child of Nature」を発表し、帰国してのソロ3部作の完結となった。
2007年初頭、公式ファンクラブでお蔵入りとなっている2003年のキャッツ・イン・ブーツ上映会が実施。8月22日にはアルバム『Acodelia』をリリース。アウトサイダーズ時代の曲をアコースティック・バージョンで3曲収録し、1991年のソロで参加したケヴィンが1曲のみゲストボーカルとして参加した。新譜に合わせ、愛知時代のバンド仲間だったTiltのメンバーが作ったバンドとの全国ライブツアーも敢行した。ライブDVD及びCDは2008年5月発売された。同時期、デーモン小暮閣下のアルバムGIRLS' ROCK √Hakuraiのツアーにバック・バンドとして参加した。
その後も2015年の聖飢魔Ⅱ期間限定再集結に参加、2020年の同ツアーにも参加を表明している。

## 機材
- ARIA PRO II RS-JAIL 2005[1]
- ARIA PRO II PE-JAIL ROLL[2]
- ARIA PRO II PE-JAIL ROCK[3]
- ARIA PRO II TA-TJO[4]
- ARIA PRO II TA-JAIL "DROP BURST"[5]
- HERITAGE H-555 CLASSIC[6]
- 1959SE[7]
- TC ELECTRONIC FLASHBACK[7]
- T-REX The TWISTER[7]
- STEVIE SALAS WAH ROCKER[7]
- K FACTORY ELEMENT OF BLUES[7]
- YAMAHA OCTAVER[7]
- SPI FREESTYLE JAIL OHASHI MODEL[7]
- SPI SPANKING PURPLINS JAIL OHASHI MODEL[7]
- FULLTONE SUPA-TREM[7]
- T-REX REPLICA[7]

## 所属
1994年頃からどこのレコード会社にも属さず、インディーズである。
彼のCDは自分のR＆Pレーベルから出たものと『聖飢魔II〜悪魔が来たりてヘヴィメタる』以外、『THE END OF THE CENTURY』、『地獄より愛をこめて』の聖飢魔IIの初期大教典、数々のオムニバス、キャッツ・イン・ブーツ、1991年ソロ、Slumlords、アウトサイダーズ等、全て一度は廃盤となっている。2003年に再発となったキャッツ・イン・ブーツのアルバムも再廃盤となって含まれる。2007年秋、R＆Pの公式HPでアウトサイダーズのアルバム中2枚について完全に廃盤となったことがコメントされた。このため流通の関係で小売店からの売れ残りがネットで流れることがあるが、それ以外では入手は不可能に近い。尚、聖飢魔II作品については2013年4月に『地獄より愛をこめて』がリマスター復刻され、『THE END OF THE CENTURY』も同年7月には同様にリマスター復刻の予定である。

## ディスコグラフィ

### 聖飢魔II
- 聖飢魔II〜悪魔が来たりてヘヴィメタる（1985年、CBSソニー）
- THE END OF THE CENTURY（1986年、CBSソニー）
- 地獄より愛をこめて（1986年、CBSソニー）
- 恐怖の復活祭 THE LIVE BLACK MASS D.C.7 SELECTION +α（2006年、BMG JAPAN）
- 悪魔 NATIVITY "SONGS OF THE SWORD"（2009年、avex trax）
- 悪魔RELATIVITY（2010年、avex trax）
- BLOODIEST (2022年、Ariola（ソニー・ミュージックダイレクト）

### CATS IN BOOTS
- DEMONSTRATION＜EAST MEETS WEST＞（1988年、Bronze Age/ポリドール）廃盤
- KICKED & KLAWED（1989年、キャピトル/東芝EMI）廃盤　(2022年1月26日、ユニバーサル・ミュージック・ジャパンより期間限定盤として再発）
- Ellis/O'Hashi 1993-1995 Last Works（1999年、R & P）絶版

### TAKASHI O'HASHI PROJECT
- Neither Reality Nor Fiction（1991年）廃盤

### ソロ
- 8 TRACK RECORDINGS 1995-1997 Remixed（2005年）インディーズ
- ROCK 'N' ROLL（2005年）インディーズ
- Child of Nature（2006年）インディーズ
- ACODELIA（2007年）インディーズ
- ONE MAN LIVE（2008年・ツアー・ライブ）インディーズ
（『ACODELIA』からが中心。2007年、愛知の仲間のバンドと一緒に廻ったツアーから彼のソロ部門のライブ音源を選曲。インタビューDVD付き）
- INDEPENDENT SOULS UNION（2010年）インディーズ
（25周年を記念したコラボレーションアルバム。ゲストボーカルにデーモン閣下（聖飢魔II）、ACE（face to ace・元聖飢魔II）、西田昌史（EARTHSHAKER）らが、演奏陣に聖飢魔II構成員のルーク篁、雷電湯澤、石川俊介らが参加している。）

### SLUMLORDS
- Har-Dee-Harhar（1993年、東芝EMI）廃盤

### ガオ
- ROBA ROCK（1992年、VAP）
- WONDER CHILD（1994年、VAP）
- GREEN AIRY OPEN（1996年、Sony music entertament）

### THE OUTSIDERS
- Rhythm & Psycho（1997年）インディーズ
- FANTASIA（1999年）インディーズ
- Alternate FANTASIA（2001年）インディーズ
- Memphis（2002年）インディーズ

- アウトサイダーズ時代のライブ中心のVHSソフトが公式HPで発売されていたが、既に絶版。公式HPによると再発売の予定はない。

### 寺田恵子
- WONDERGROUND（2003年、トライエム）

### オムニバス
- GUITAR WORKSHOP in Tokyo（1989年、ビクター）廃盤
- EXILES2000（2000年）インディーズ

## 出演番組

### ラジオ
- MIND-O-NATION(マインドネイション) （2000年後期〜 エフエム豊橋 84.3MHz）毎週土曜日19時～20時
  - 2000年後期から、出身地の愛知県豊橋市にあるコミュニティFMラジオ局エフエム豊橋で、MIND-O-NATION(マインドネイション)という番組のパーソナリティをしている。
  - 放送日は毎週土曜日19時～20時。録音放送が基本だが、不定期で生放送になる場合がある。
  - コミュニティ放送なので電波の入る地域は狭い。一時は岡崎市にも放送されていた。
  - エフエム豊橋は2013年11月21日からスマートフォン向けアプリFM++でのサイマル放送を開始している。豊橋ケーブルネットワークとの共同運営という形をとっており、TEES-843FMの表記が用いられる。

## エピソード
お笑い芸人の天野ひろゆき（キャイ〜ン）は出身高校の5年後輩であり、2010年8月2日のHEY!HEY!HEY! MUSIC CHAMPで聖飢魔IIの構成員としてゲスト出演した時、パネラーだった天野は「先輩の大橋さんが来た」と感激していた。
音楽専門学校の講師をしていた時の生徒にストレイテナーの大山純がいる。音楽に関して理論よりも感覚を重視した指導方法や、人間的な部分で魅力を感じて好きになり、自身の音楽に影響を与えた人物の1人として大橋の名前をあげている。
2019年11月、第1子（男児）が誕生したことを公表。続けて2021年10月に第2子が誕生。第2子の誕生に際し、10年近く夫婦で不妊治療に取り組んでいたことを明かしている。『聖飢魔Ⅱ期間再延長再集結
「35++執念の大黒ミサツアー FINAL」』期間中のミサトークでは、自身の育児をテーマにしたエピソードを披露している。